# Jitsi Meet
Jitsi Meet ist eine Software für Videokonferenzen, deren Fokus auf möglichst einfacher Bedienung liegt. Die Software gilt als sehr datensparsam und wird deshalb in Bezug auf Konformität mit der Europäischen Datenschutzgrundverordnung (DSGVO) bevorzugt eingesetzt.
Jitsi Meet kann im Webbrowser, als mobile App für Android und iOS und als Electron-basierte Desktopanwendung für Windows, MacOS und Linux benutzt werden.

## Funktionen
In Jitsi Meet sind alle üblichen Funktionen für Videokonferenzdienste vorhanden. Es bietet unter anderem folgende Funktionen:
- Möglichkeit zum Teilen des Bildschirms mit zusätzlicher Sprecher-in-Bild-Darstellung.
- Chat-Funktion sowie integrierte Abstimmungen und Umfragen.
- Automatische statistische Erfassung der individuellen Sprechzeit während einer Konferenz.
- Teilnehmer können sich per virtuellem „Handzeichen“ melden oder mithilfe von Emoticons Emotionen ausdrücken.
- Nutzung sogenannter Breakouträume für Gruppenarbeiten.
- Optionen zur Anpassung des Videohintergrundes durch Unschärfeeffekte (Blur) oder Einblendung individueller Hintergrundbilder.
- Individuelle Anpassung der Lautstärke einzelner Teilnehmer zusätzlich zur automatischen Lautstärkeregulierung.[6]
- Gleichzeitige Anzeige der Bildschirmfreigabe mehrerer Benutzer.
- Je nach Anforderung kann Jitsi Meet mit weiteren Serverdiensten erweitert werden:
  - Aufnahmen von Konferenzen (mit Jibri Server[7])
  - Live-Streaming[8] der Konferenz zu YouTube oder PeerTube[9] (erfordert Jibri Server)
  - Eine Telefon-Einwahl ist per SIP und dem Dienst Jigasi möglich[10]
  - Mit einem integrierten Etherpad können gemeinsam Dokumente bearbeitet werden
  - Excalidraw für gemeinsames Zeichnen

Die maximale Teilnehmerzahl einer Konferenz hängt von der jeweiligen Installation ab. Bei großen Installationen werden in einer Konferenz über 200 Teilnehmer unterstützt.
Grundsätzlich werden Videokonferenzräume über eine eindeutige URL definiert und es wird kein Benutzerkonto benötigt. Teilnehmer können optional einen frei wählbaren Namen setzen. Jeder Teilnehmer kann einen Videokonferenzraum eröffnen und andere einladen. Da so keine personenbezogenen Daten erfasst werden müssen, kann Jitsi anonym genutzt werden.
Dennoch können Moderationsrechte vergeben werden: Räume können mit einem Passwort geschützt oder Teilnehmer nur auf Nachfrage zugelassen (Lobbymodus) werden. In einer laufenden Konferenz können einzelne Teilnehmer stumm geschaltet oder ganz entfernt werden. Moderationsrechte werden grundsätzlich dem ersten Teilnehmer übergeben, der die Konferenz betritt. Es ist aber administrativ möglich, dass nur authentifizierte Benutzer neue Konferenzräume erstellen können. Diese haben dann auch die alleinigen Moderationsrechte.

## Hosting und Technologie
Zur Realisierung der Videokonferenzen wird der Standard WebRTC genutzt. Als Videocodecs werden sowohl etablierte Video-Codec Standards wie H.264, aber auch moderne Standards wie VP9 und AV1 eingesetzt und der jeweilige Einsatz kann administrativ reguliert werden.
Der gesamte Jitsi-Softwarestack wird über den XMPP-Server Prosody verwaltet. Jitsi Meet ist eine Serversoftware, die für die Nutzer den Client als Webapplikation bereitstellt, während die Jitsi Videobridge die Server-Komponente bildet.
Die Gesamtanzahl an Teilnehmern einer Installation hängt von der Anzahl der Videobridges ab. Es werden Installationen für mindestens 5000 gleichzeitige Teilnehmer betrieben.

## Lizenz und Datenschutz
Jitsi Meet steht unter der Apache-2.0-Lizenz und ist freie Software. Der offene Quellcode ermöglicht unabhängige Sicherheitsprüfungen und das Betreiben eigener Instanzen, was insbesondere innerhalb der EU aus Datenschutzgründen (DSGVO) begrüßt wird. Die Software kann grundsätzlich anonym genutzt werden, da für die Erstellung oder Teilnahme an Konferenzen weder eine Registrierung noch die Preisgabe persönlicher Daten nötig ist – im Gegensatz zu vielen kommerziellen Videokonferenz-Plattformen, die Benutzerkonten voraussetzen. Laut Emil Ivov, dem Erfinder von Jitsi, ist diese Datensparsamkeit des Dienstes aus Gründen der Benutzbarkeit und auch des Datenschutzes gewollt. Auch der Whistleblower Edward Snowden empfahl Jitsi als datenschutzfreundliche Alternative zu anderen Anbietern. Durch die Möglichkeit, Jitsi Meet auf eigenen Servern zu betreiben, behalten Organisationen die volle Kontrolle über die übertragenen Daten. 
Beim öffentlichen Gratis-Angebot meet.jit.si wurden ab 2022 jedoch Einschränkungen und Maßnahmen eingeführt, die aus Sicht von Datenschützern kritisch gesehen werden. So setzt die vom Unternehmen 8x8 betriebene Instanz Analyse-Werkzeuge wie Google Analytics ein und hostet die Infrastruktur in US-Rechenzentren (Amazon Web Services). Zudem wurde die anonyme Nutzung durch eine verpflichtende Anmeldung des Veranstalters abgeschafft. Der Verein Digitalcourage rät daher von der Verwendung der offiziellen Jitsi-Instanz ab und hat eine Liste von alternativ betriebenen, datenschutzfreundlichen Jitsi-Meet-Servern veröffentlicht. Mit selbst betriebenen Jitsi-Meet-Servern oder vertrauenswürdigen Community-Instanzen lässt sich hingegen eine vollständig lokale Datenhaltung und Einhaltung strenger Datenschutzrichtlinien sicherstellen.

## Geschichte
Die Wurzeln von Jitsi Meet liegen in dem 2003 gestarteten Open-Source-Projekt „SIP Communicator“ von Emil Ivov, das zunächst ein experimenteller VoIP- und Chat-Client war. Im Laufe der Zeit wuchs das Projekt um Unterstützung für Videotelefonie und verschiedene Protokolle. 2013 stellte das in Frankreich ansässige Entwicklerteam (Firma BlueJimp) die Jitsi Videobridge vor, mit der Mehrparteien-Videokonferenzen über WebRTC möglich wurden. Noch im selben Jahr startete darauf aufbauend der Webclient Jitsi Meet als einfach nutzbarer Videochat-Dienst im Browser.
Im April 2015 erwarb Atlassian das Startup BlueJimp (Entwickler von Jitsi und Inhaber der Markenrechte), um die Technik in den hauseigenen Team-Messenger HipChat zu integrieren.
Nachdem Atlassian im Juli 2018 bereits seine Chat-Dienste HipChat und Stride verkauft hatte, folgte im Oktober 2018 der Verkauf der gesamte Jitsi-Sparte (inklusive aller Markenrechte und des Entwicklerteams unter Leitung von Emil Ivov) an den US-Kommunikationsanbieter 8x8, der Jitsi in seine eigene Videokonferenzlösung integrierte und als Open-Source-Projekt weiterentwickelt.